# Dufourea merceti
Dufourea merceti là một loài Hymenoptera trong họ Halictidae. Loài này được Vachal mô tả khoa học năm 1907.